# Kenan Pirić
Kenan Pirić (Tuzla, 7 juli 1994) is een Bosnische voetballer die als doelman speelt.

## Clubcarrière
Pirić speelde bij de U19 van FK Sloboda Tuzla, maar verhuisde op 1 juli 2012 naar de eerste ploeg van OFK Gradina Srebrenik, een ploeg die toen voor het eerst in de Premijer Liga uitkwam. In het seizoen 2012/13 maakte hij op achttienjarige leeftijd ook zijn debuut op het hoogste niveau in zijn thuisland bij OFK Gradina Srebrenik. Vooral in de tweede helft van dat seizoen ontpopte hij zich tot een vaste waarde en alles tezamen speelde hij mee in 16 competitiematchen. Hierin slikte zijn ploeg 25 tegendoelpunten en hield hij driemaal de nul. Op het einde van dat seizoen degradeerde Srebrenik weliswaar opnieuw naar de tweede klasse van Bosnië en Herzegovina.
Op 2 september 2013 werd de toen negentienjarige doelman overgenomen door de Belgische topploeg KAA Gent. Daar fungeerde hij als vierde doelman en werd hij derhalve in het seizoen 2013/14 nooit in de selectie opgenomen. Op het einde van dat seizoen keerde hij terug naar zijn ploeg uit de jeugdreeksen, de meestal in de eerste klasse laag gerangschikte ploeg FK Sloboda Tuzla. Zo kwam Pirić na een weinig succesvol buitenlands avontuur opnieuw in de Premijer Liga terecht. In de eerste helft van dat seizoen kwam hij niet tot spelen toe, maar in de tweede helft werd hij, net als twee jaar eerder, wel een vaste waarde. Hij speelde 17 competitiematchen mee: daarin kreeg zijn ploeg 15 doelpunten tegen en hield hij zevenmaal de nul.
In de zomer van 2015 ging hij op de proef bij Club Brugge. Uiteindelijk bleef hij toch aan de slag bij Sloboda. Anderhalf jaar later stapte hij over naar HŠK Zrinjski Mostar, waarmee hij in 2017 en 2018 landskampioen werd. In 2018 verhuisde hij opnieuw naar het buitenland, namelijk naar de Sloveense eersteklasser NK Maribor. In zijn eerste seizoen werd hij meteen landskampioen in de Prva Liga.

## Interlandcarrière
Op 26 maart 2013 maakte Pirić zijn debuut als doelman van de U21 van zijn land, als invaller in de vriendschappelijke 5-0-overwinning tegen Macedonië. In het daaropvolgende anderhalf seizoen kon hij nu en dan speelminuten meepikken in vriendschappelijke wedstrijden. Zo speelde hij in april 2013 een helft mee tegen de U21 van Servië en speelde hij in april 2014 de match tegen de U21 van Polen. In het seizoen 2014/15 speelde hij opnieuw twee wedstrijden mee. Dit waren de vriendschappelijke match tegen de Verenigde Staten (2-5-nederlaag) en voor het eerst ook een officiële match. Deze officiële match, tegen Noorwegen, draaide uit op een 2-0-nederlaag.
| Interlands van Kenan Pirić         | Interlands van Kenan Pirić         | Interlands van Kenan Pirić            | Interlands van Kenan Pirić         | Interlands van Kenan Pirić         | Interlands van Kenan Pirić         | Interlands van Kenan Pirić         |
| No.                                | Datum                              | Wedstrijd                             | Uitslag                            | Soort Wedstrijd                    | Doelpunten                         |                                    |
| Als speler bij HŠK Zrinjski Mostar | Als speler bij HŠK Zrinjski Mostar | Als speler bij HŠK Zrinjski Mostar    | Als speler bij HŠK Zrinjski Mostar | Als speler bij HŠK Zrinjski Mostar | Als speler bij HŠK Zrinjski Mostar | Als speler bij HŠK Zrinjski Mostar |
| ---------------------------------- | ---------------------------------- | ------------------------------------- | ---------------------------------- | ---------------------------------- | ---------------------------------- | ---------------------------------- |
| 1.                                 | 31 januari 2018                    | Mexico – Bosnië en Herzegovina        | 1 – 0                              | Vriendschappelijk                  | -                                  |                                    |
| Als speler bij NK Maribor          |                                    |                                       |                                    |                                    |                                    |                                    |
| 2.                                 | 18 november 2019                   | Liechtenstein – Bosnië en Herzegovina | 0 – 3                              | Kwalificatie EK 2020               | -                                  |                                    |
| 3.                                 | 12 november 2020                   | Bosnië en Herzegovina – Iran          | 0 – 2                              | Vriendschappelijk                  | -                                  |                                    |
| 4.                                 | 18 november 2020                   | Bosnië en Herzegovina – Italië        | 0 – 2                              | UEFA Nations League 2020/21        | -                                  |                                    |
| 5.                                 | 27 maart 2021                      | Bosnië en Herzegovina – Costa Rica    | 0 – 0                              | Vriendschappelijk                  | -                                  |                                    |
| 6.                                 | 6 juni 2021                        | Denemarken – Bosnië en Herzegovina    | 2 – 0                              | Vriendschappelijk                  | -                                  |                                    |
| Totaal                             | Totaal                             | Totaal                                | Totaal                             | Totaal                             | -                                  |                                    |

Bijgewerkt tot 26 juli 2021

## Clubstatistieken
| seizoen | club                  | competitie         | wed. | goals |
| ------- | --------------------- | ------------------ | ---- | ----- |
| 2012/13 | OFK Gradina Srebrenik | Premijer Liga      | 16   | 0     |
| 2013/14 | KAA Gent              | Jupiler Pro League | 0    | 0     |
| 2014/15 | FK Sloboda Tuzla      | Premijer Liga      | 17   | 0     |
| 2015/16 | FK Sloboda Tuzla      | Premijer Liga      | 28   | 0     |
| 2016/17 | FK Sloboda Tuzla      | Premijer Liga      | 15   | 0     |
| 2016/17 | HŠK Zrinjski Mostar   | Premijer Liga      | 14   | 0     |
| 2017/18 | HŠK Zrinjski Mostar   | Premijer Liga      | 29   | 0     |
| 2018/19 | NK Maribor            | Prva Liga          | 20   | 0     |
| 2019/20 | NK Maribor            | Prva Liga          | 26   | 0     |
| 2020/21 | NK Maribor            | Prva Liga          | 0    | 0     |
| 2021/22 | Atromitos FC          | Super League       | 0    | 0     |
|         |                       | Totaal             | 165  | 0     |

Laatst bijgewerkt op 26 juli 2021.